# QV Близнецов
QV Близнецов (лат. QV Geminorum, HD 49676) — двойная звезда в созвездии Близнецов на расстоянии (вычисленном из значения параллакса) приблизительно 3 070 световых лет (около 942 парсек) от Солнца. Видимая звёздная величина звезды — от +6,92m до +6,83m.

## Характеристики
Первый компонент — красный гигант, пульсирующая медленная неправильная переменная звезда (LB:) спектрального класса M1, или M4, или Ma. Масса — около 4,654 солнечных, радиус — около 326,965 солнечных, светимость — около 7045,308 солнечных. Эффективная температура — около 3633 К.
Второй компонент — красный карлик спектрального класса M. Масса — около 296,04 юпитерианских (0,2826 солнечной). Удалён в среднем на 2,497 а.е..